# Berlevåg
Berlevåg (Samisch: Bearalváhki) is een gemeente in de Noorse provincie Finnmark. De gemeente telde 991 inwoners in januari 2017. Deze wonen vrijwel allemaal in het dorp Berlevåg. Berlevåg werd in 1914 een zelfstandige gemeente. Tot dat jaar was het deel van de gemeente Tana. 

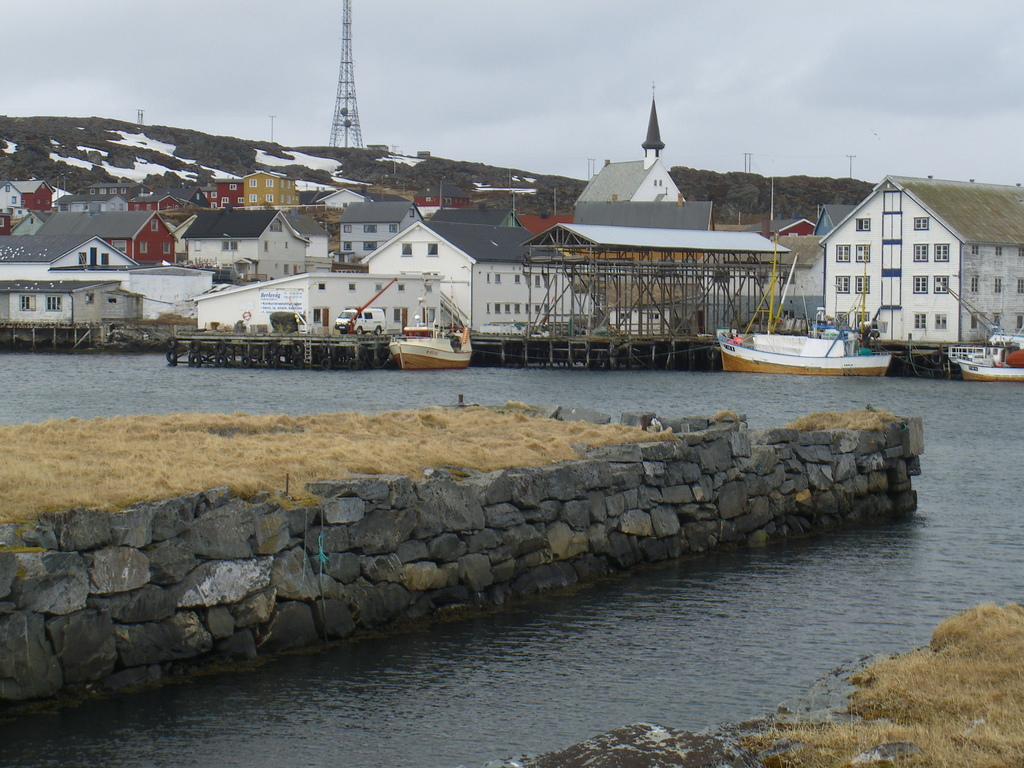

In de gemeente ligt een vliegveld dat wordt bediend door Widerøe. Het dorp is een van de aanleghavens voor de Hurtigruten.
Alta · Båtsfjord · Berlevåg · Gamvik · Hammerfest · Hasvik · Karasjok · Kautokeino · Lebesby · Loppa · Måsøy · Nesseby · Nordkapp · Porsanger · Sør-Varanger · Tana · Vadsø · Vardø